# Una pareja... distinta
Una pareja... distinta es una película española del año 1974 dirigida por José María Forqué

## Argumento
Lina Morgan y José Luís López Vázquez interpretan, respectivamente a Zoraida y a Charly. Ella es una mujer barbuda que se ve obligada a trabajar en el circo para sobrevivir y él es un chico que actúa en clubes travestido. Sus vidas cambiarán en el momento en que sus destinos se crucen, pues se enamorarán y buscarán llevar una vida de pareja normal y aceptada por la sociedad, pero la presión de la gente que les rodea no se lo pondrá nada fácil.
- Datos: Q6155865